# 거래일
사업에서 거래일(去來日, Trading day) 또는 정규 거래 시간(RTH)은 증권거래소가 전자 거래 시간 또는 연장 거래 시간(ETH)과 달리 개장하는 시간을 말한다. 예를 들어 뉴욕 증권거래소는 2020년 기준으로 동부 표준시 오전 9시 30분부터 동부 표준시 오후 4시까지 개장한다. 거래일은 보통 월요일부터 금요일까지이다. 거래일이 끝나면 모든 거래는 종료되며 다음 거래일이 시작될 때까지 중단된다. 공휴일이나 국가원수의 국장이 예정된 날과 같이 단축된 거래일이 있거나 전혀 거래일이 없는 몇 가지 특별한 상황이 있다.

## NYSE와 NASDAQ
NYSE와 NASDAQ은 연간 평균 약 251일의 거래일을 가진다. 이는 365.2425 (연평균 일수) * 5/7 (주당 근무일 비율) - 10 (공휴일) = 250.8875 ≈ 251에서 나온다.
증권거래소가 휴장하는 공휴일은 새해 첫날, 마틴 루터 킹 주니어 탄생일, 대통령의 날, 성금요일, 메모리얼 데이, 준틴스, 독립기념일, 노동절, 추수감사절, 크리스마스이다. 콜럼버스의 날, 재향군인의 날, 신년전야 등 거래가 허용되는 공휴일도 있다. 준틴스, 독립기념일, 크리스마스, 새해 첫날이 주말과 겹칠 경우, 공휴일은 대신 직전 금요일(토요일 공휴일의 경우) 또는 다음 월요일(일요일 공휴일의 경우)에 지켜지며, 이는 모든 공휴일이 거래일을 하루 줄인다는 것을 의미한다.
최대 세 개의 거래일(7월 3일, 블랙 프라이데이, 크리스마스 이브)은 단축되며, 즉 거래소가 오전 9시 30분부터 오후 1시까지 개장하는데, 이는 달력에서 해당 날짜가 언제 오느냐에 따라 달라진다(7월 3일이나 크리스마스 이브가 주말과 겹치면 단축일은 단순히 건너뛴다).
준틴스는 2021년 6월 17일에 국경일 및 시장 공휴일로 추가되었다.

## 코스피 및 코스닥
대한민국의 코스피(KOSPI)와 코스닥 지수의 경우, 한국 시각 기준 매일 오전 9시부터 15시 30분까지 6시간 30분간 정규시장이 개장한다. 또한 월요일부터 금요일까지 평일에 개장하며 다만 대한민국의 관공서의 공휴일에 관한 규정에 의한 공휴일, 5월 1일 근로자의 날, 12월 31일(공휴일 또는 토요일인 경우에는 직전의 매매거래일), 기타 거래소가 필요하다고 인정하는 날에는 휴장한다.

## 거래일 시간대
각 증권거래소는 특정 시간대에 기반한 개장 시간을 가지고 있다. 사람들은 전자 거래 플랫폼을 사용하여 이러한 거래소에서 원격으로 거래할 수 있다. 세계 각지에서 거래하는 사람들을 위해 주어진 시간대와 관련된 시간에 기반한 고유한 거래일이 있다. 예를 들어, NASDAQ은 동부 표준시 오전 9시 30분부터 오후 4시까지 개장하며, 동부 표준시 외부의 모든 사람은 다른 거래일을 갖게 된다(예를 들어, 밴쿠버에서는 거래일이 오전 6시 30분부터 오후 1시까지 진행된다). 북미가 표준 시간을 사용하는 기간 동안, 모스크바에서는 오후 5시 30분부터 자정까지이며, 상하이에서는 오후 10시 30분부터 다음날 오전 5시까지이다. 원격 거래자는 증권거래소의 시간과 시간대에 따라 자신의 거래 시간을 찾아야 한다.

## 같이 보기
- 시간 외 거래
- 증권거래소 거래 시간 목록
- 증권거래소 목록